# 小行星5688
小行星5688（英語：5688 Kleewyck）是一颗围绕太阳公转的小行星。1991年1月12日，埃莉諾·赫琳在帕洛马山发现了此天体。
这颗小行星的绝对星等为245.0427020609431等。